# Kraví hora (Novohradské hory, rozhledna)
Rozhledna Kraví hora stojí poblíž vrcholu Kraví hory v Novohradských horách.

## Historie
Jedná se o ocelovou stavbu zbudovanou v roce 1988. V té době sloužila jako pozorovatelna Československé lidové armády v rámci systému protivzdušné obrany. Po Sametové revoluci tento účel ztratila; po přestavbě v roce 2001 slouží veřejnosti jako volně přístupná rozhledna; na vrcholu jsou též umístěny telekomunikační antény.

## Technické parametry
Stavba z ocelových trubek má celkovou výšku 37 metrů. Po točitém schodišti umístěném v ose rozhledny lze vystoupat na vyhlídkovou plošinu ležící 24 metrů nad patou stavby. Nad plošinou se nacházejí další dvě patra sloužící pro telekomunikační techniku.

## Rozhled
Z rozhledny jsou dobře viditelné ostatní vrcholy Novohradských hor – na východě Mandlstein, na jihovýchodě Vysoká, na jihu Tischberg a Aichelberg, na západě Kuní hora. Za zvlášť výborné dohlednosti jsou na jihu viditelné i Alpy. Západní obzor rámují šumavské hory Smrčina, Plechý, Knížecí stolec, před nimi vystupuje Poluška s telekomunikační věží. Na severozápadě se tyčí Kleť s rozhlednou a televizním vysílačem. Na severu a severovýchodě je daleký rozhled na Třeboňskou pánev se zvlněnou Českomoravskou vrchovinou v pozadí. Z blízkých měst lze spatřit na severovýchodě Nové Hrady a na východě České Velenice.